# フレゼリク・ア・ネア
フレゼリク・エミール・アウグスト（デンマーク語:Frederik Emil August、1800年8月23日 - 1865年7月2日）は、シュレースヴィヒ＝ホルシュタイン＝ゾンダーブルク＝アウグステンブルク（アウグステンボー）家の公子で、デンマークの軍人、政治家。ドイツ語名はフリードリヒ・エミール・アウグスト（Friedrich Emil August von Schleswig-Holstein-Sonderburg-Augustenburg）。

## 経歴
アウグステンボー公フレゼリク・クリスチャン2世とその妻のデンマーク王女ルイーセ・アウグスタの次男として生まれた。母は表向きはデンマーク王クリスチャン7世の娘とされていたが、実際は王妃の不義の子であったようである。また姉のカロリーネ・アマーリエはクリスチャン8世王の妃であった。
1831年から1832年にかけて母ルイーセ王女がグレーンヴォールトとその隣にあるノアーの所領を購入すると、フレゼリクは母の新しい領地に因んでノアー（ネア）公子（独:Prinz von Noer、丁:prins af Nør）と呼ばれるようになった。1845年にシュレースヴィヒ＝ホルシュタイン総督のフリードリヒ・フォン・ヘッセン＝カッセル（デンマーク王フレゼリク5世の外孫）が亡くなると、同じくデンマーク王家の縁者であるフレゼリクが同職を引き継いだ。フレゼリクと兄のアウグステンボー公クリスチャン・アウグスト2世の兄弟は、自分たちをシュレースヴィヒ公国およびホルシュタイン公国の、そしてデンマーク王位の正統な継承権者であると考えていた。兄弟の目標はシュレースヴィヒ＝ホルシュタインをドイツ連邦に併合し、また両公国に自由主義憲法を制定することだった。1848年革命が起きると、フレゼリクは親ドイツ勢力の樹立したシュレースヴィヒ＝ホルシュタイン臨時政府に軍事大臣として参加した。フレゼリクはレンツブルク要塞の奇襲作戦を始めとして、1848年から1851年まで続いた第1次シュレースヴィヒ＝ホルシュタイン戦争でシュレースヴィヒ＝ホルシュタイン臨時政府軍を指揮した。
デンマーク王国に対する独立反乱に参加したため、フレゼリクは反乱軍潰走と同時にデンマークを脱出した。デンマーク国民はフレゼリク公子の肖像画がプリントされたおまるに用を足して溜飲を下げた。1864年、オーストリア皇帝フランツ・ヨーゼフ1世はフレゼリクをノアー侯（Fürst von Noer）に叙した。

## 子女
1829年、フレゼリクは又従妹の伯爵令嬢ヘンリエッテ・ダンネスキョル＝サムセー（1806年 - 1858年）と結婚した。ヘンリエッテはデンマーク王クリスチャン5世の庶子の玄孫にあたる女性であり、夫と同じくオルデンブルク家の男系子孫の一人である。また、フレゼリクの兄クリスチャン・アウグスト2世もヘンリエッテの姉ルイーセを妻としていた。夫妻は4人の子供をもうけた。
- フリードリヒ・クリスティアン・カール・アウグスト（1830年 - 1881年）…ノアー伯
- クリスティアン（1832年 - 1834年）
- ルイーゼ・カロリーネ・ヘンリエッテ・アウグステ（1836年 - 1866年）…ロシア貴族のミハイル・ヴランガリ＝ハンジェリ公爵と結婚
- マリー（1838年 - 1839年）

ヘンリエッテの死後、フレゼリクは死の前年の1864年にアメリカ合衆国の女子相続人メアリー・エスター・リー（1837年 - 1914年）と再婚した。これは貴賤結婚だったためフレゼリクはアウグステンブルク家の相続権を失ったが、最初の結婚で生まれた子供たちの相続権は取り上げられなかった。フレゼリクとメアリーの間には子供はなかった。フレゼリクの死後、メアリーはプロイセンのアルフレート・フォン・ヴァルダーゼー将軍と再婚した。